# Crionica diversipennis
Crionica diversipennis is een vlinder uit de familie spinneruilen (Erebidae). De wetenschappelijke naam is voor het eerst geldig gepubliceerd in 1939 door Gaede.
De soort komt voor in tropisch Afrika.